# Бледная трепонема
Бледная трепонема (лат. Treponema pallidum) — вид грамотрицательных спирохет, T. pallidum подвид pallidum, является возбудителем сифилиса. Открыта в 1905 году немецкими микробиологами Фрицем Шаудином (Fritz Schaudinn, 1871—1906) и Эрихом Гофманом (Erich Hoffmann, 1863—1959).

## Подвиды
Известно 4 подвида T. pallidum, все они патогенны для человека:
- T. pallidum pallidum — возбудитель сифилиса, наиболее широко известен
- T. pallidum pertenue — возбудитель фрамбезии[2][3]
- T. pallidum carateum — возбудитель пинты[англ.][4]
- T. pallidum endemicum — возбудитель беджеля (эндемического сифилиса)[5]

## Биологические свойства

### Морфология

Морфология T. pallidum, темнопольная микроскопия

По Граму не окрашивается, длинная (8—20 мкм) тонкая (0,25—0,35) спирохета, глубина спирали 0,8—1 мкм, амплитуда витка — 1 мкм, количество завитков — 8—12—14. Бледная трепонема способна к винтообразным, сгибательным и контрактильным движениям, обеспечиваемым фибриллами и собственными сокращениями клетки трепонемы. Имеется т. н. аксилярное тело, представляющее собой внутриклеточные жгутики.
Тело бледной трепонемы окружено слизевидным бесструктурным капсулоподобным веществом, выполняющим защитную функцию. Ввиду наличия большого числа гидрофобных компонентов в цитоплазме трепонема плохо прокрашивается анилиновыми красителями, но окрашивается в бледно-розовый цвет по методу Романовского — Гимзе (за что и получила название «бледная трепонема»). Применимы также методы протравления и импрегнации серебром. Неокрашенные нефиксированные живые трепонемы не видны в световой микроскоп, для их визуализации применяют метод темнопольной микроскопии, просмотр в фазово-контрастном микроскопе и более современный метод флюоресцентных антител.

### Культуральные свойства
Хемоорганогетеротроф, облигатный анаэроб. Не культивируются на простых питательных средах. Известны методы получения т. н. «смешанных культур» (например метод Шерешевского на полусвёрнутой лошадиной сыворотке, метод Ногути на смеси щелочного агара и асцитической жидкости и прибавлением кусочка почки или тестикула кролика, метод Прока, Даниела и Стро (Proca, Daniela, Stroe) и др.), также известны методы получения чистых культур (как из смешанных — метод по Мюленсу, так и непосредственно из крови больных сифилисом), известны методы культивирования на плотных питательных средах (на кровяном или сывороточном агаре в анаэробных условиях). Культивируемые спирохеты теряют патогенность, но антигенные свойства частично сохраняются (кардиолипиновый экстракт используется для постановки реакции Вассермана). Также T. pallidum культивируется путём заражения кроликов в яичко ввиду восприимчивости последних и являются удобным организмом для моделирования сифилиса (в том числе и нейросифилис). Для этого используют лабораторный штамм Никольса (Nichols), специально адаптированный для животных. 
Штамм Никольс был выделен в 1912 году из спинномозговой жидкости пациента с ранним нейросифилисом (работа американских ученых Nichols and Hough, 1913). Этот штамм стал эталонным в лабораторных исследованиях сифилиса и уже более столетия пассируется (перевивается) на кроликах. Штамм Никольс остается заразным и для человека; несмотря на многолетнее культивирование на кроликах, известны случаи случайного лабораторного заражения работников лабораторий. 
Бледная трепонема обладает уникальной биологической особенностью: её размножение может происходить только в очень узком интервале температур — около 37 °C. На этом явлении основан метод пиротерапии сифилиса. Бактерия размножается делением один раз в 30—32 часа.

### Резистентность
Бледную трепонему невозможно обнаружить вне инфицированного или его личных вещей, так как она не выживает в окружающей среде.  При нагревании до 55 °С гибнет в течение 15 мин, при 60°С через 10-15 минут, а при кипячении (при 100°С) гибнет мгновенно. Чувствительна к высыханию, свету, солям ртути, висмуту, мышьяку, пенициллину. При комнатной температуре во влажной среде трепонемы сохраняют подвижность до 12 часов. Трепонемы чувствительны к большинству антисептических средств. К низким температурам бледные трепонемы устойчивы.

### Антигенный состав
Бледная трепонема имеет сложный антигенный состав. Тело трепонемы содержит липидные компоненты, протеиновые (белковые) и полисахаридные комплексы, основная их часть локализуется в клеточной стенке. 
Практическое применение получили белковые и липидные антигены, поскольку серологическая диагностика сифилиса исторически основана на выявлении антител именно к этим антигенам. Белковые и липидные антигены используют при конструировании диагностикумов для поиска сывороточных антител. Некоторые липопротеины являются сильными иммуногенами, и антитела к ним можно обнаружить уже в конце инкубационного периода. 
- Липидные антигены

Основной фосфолипидный антиген — кардиолипин. Неспецифический липидный антиген по своему составу аналогичен кардиолипину, экстрагированному из бычьего сердца и представляющему по химической структуре дифосфатидилглицерол - применяется при постановке реакции Вассермана (в современных тест-системах используются рекомбинантные или синтетические пептиды. Первые получили большое распространение). 
- Белковые антигены

ТрN 15 (вызывает образование IgМ), Тр 17,Тр 37, Тр 47, Тр 44,5, и др. TmpA (выявлена зависимость между титром АТ к этому АГ и эффективностью терапии - предлагался для использования с целью оценки качества лечения).
Белки цитоплазматической и наружной мембраны (наружная мембрана трепонем напоминает мембрану грамотрицательных бактерий, но не содержит вызывающего воспаление гликолипида липополисахарида (липополисахаридного эндотоксина)). Они, в первую очередь, являются мишенями для иммунной системы организма хозяина. Антитела к белкам наружной мембраны играют важную роль в элиминации возбудителя из макроорганизма.
Наружная мембрана клетки возбудителя сифилиса состоит из двух слоев липидных молекул (липидный бислой), в которые встроены белки. Поверхностные антигены T. pallidum представляют собой трансмембранные белки, содержание которых очень невелико, поэтому они и получили особое название — "редкие белки наружной мембраны бледной трепонемы" (T. pallidum rare outer membrane proteins, TROMP). 
Высказывается предположение, что малочисленность поверхностных белков, ограничивает антигенность вирулентного микроорганизма и позволяют ему уклоняться от интенсивного гуморального иммунного ответа, развивающегося при вторичном сифилисе и более поздних стадиях болезни. 

### Геном
Геном T. pallidum штамм Nichols представлен кольцевой двуцепочечной молекулой ДНК размером 1138012 п.н. и содержит 1090 генов, из них 1039 кодируют белки, открытые рамки считывания составляют 92,9 % генома, процент Г+Ц пар составляет 52,77 %. T. pallidum отличается сильной редукцией катаболических и биосинтетических функций, сравнение с геномом T. pallidum штамма SS14 показывает наличие 327 однонуклеотидных замен (224 транзиций, 103 трансверсий), 14 делеций и 18 инсерций, также были найдены гипервариабельные районы хромосомы T. pallidum. Также изучены различия геномов Treponema pallidum штамма Nichols и T. paraluiscuniculi штамма Cuniculi. Ген tprK имеет много аллелей и различается между штаммами T. pallidum и отвечает за антигенные различия различных штаммов T. pallidum.

## Патология

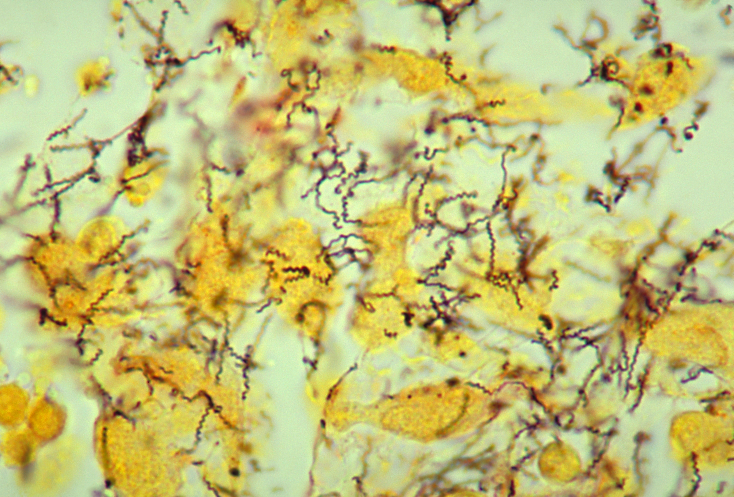
Гистопатологические изменения, вызываемые T. pallidum, окраска серебрением

T. pallidum является возбудителем сифилиса — венерического заболевания. В большинстве случаев передаётся половым путём. Заражение возможно также через повреждения кожи: распадающиеся сифилитические гуммы или открытые сифилитические язвы. Также известна трансплацентарная передача возбудителя от матери плоду во время беременности с последствиями в виде выкидышей или врожденного сифилиса. T. pallidum обрела устойчивость ко многим антибиотикам — в том числе к макролидам, в частности, к азитромицину, липопротеид 47 кДа T. pallidum обладает способностью связывать пенициллины. На поверхности клетки T. pallidum несёт связывающиеся белки и иммуногены, в том числе и белки, связывающиеся с фибронектином человека и ламинином. Иммунизация эндожгутиками T. pallidum влияет на течения экспериментального сифилиса у кроликов. Липопротеины T. pallidum определённым образом влияют на течение патологического процесса, являясь подобием рецептора. T. pallidum способна внедряться в межклеточные соединения эндотелия.